# Agrotis griseata
Agrotis griseata là một loài bướm đêm trong họ Noctuidae.